# Den Kongelige Ballet

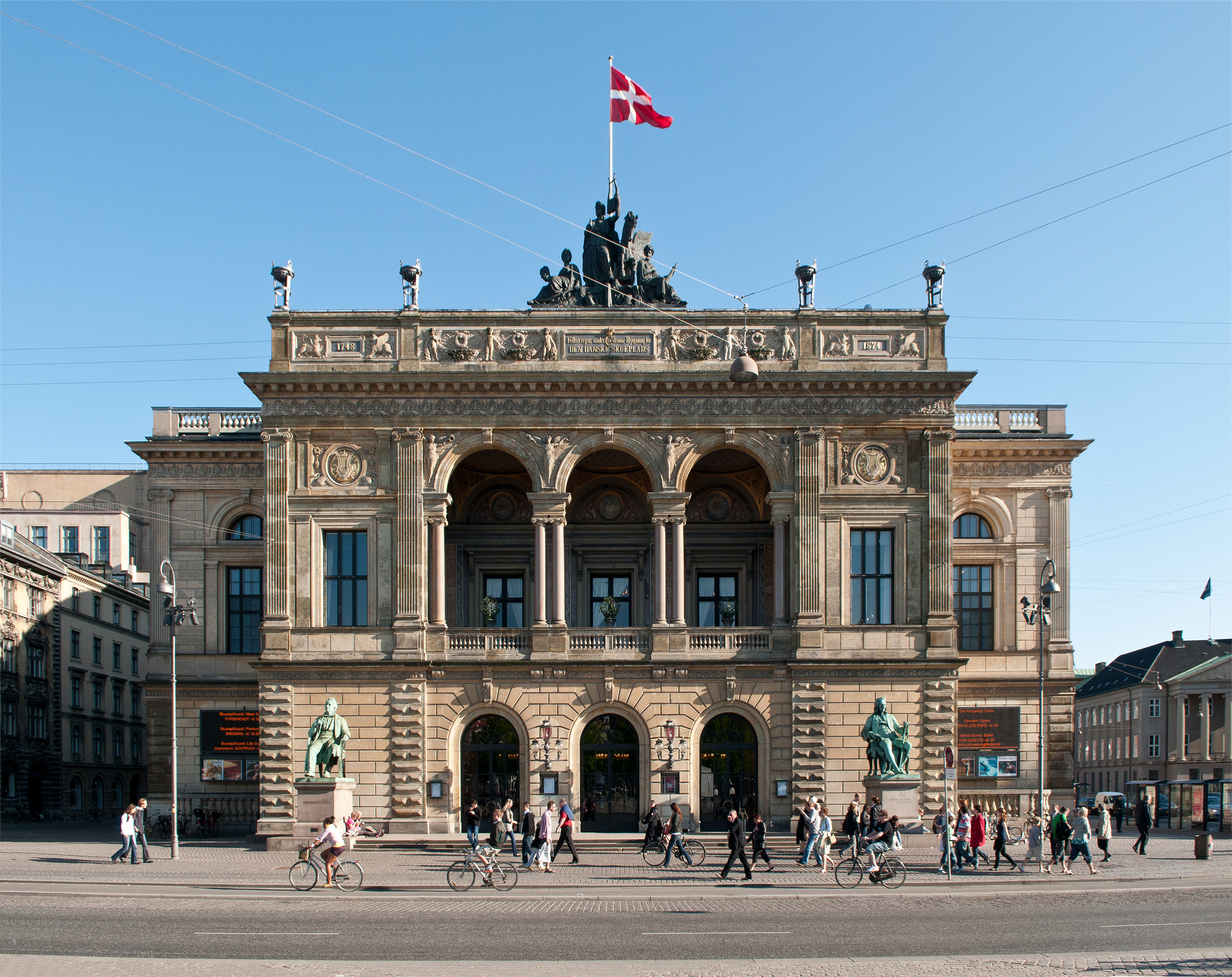
Det Kongelige Teater i Köpenhamn.

Den Kongelige Ballet är ett balettsällskap i Danmark med säte vid Kongens Nytorv i Köpenhamn. Det grundades år 1748 i samtidigt med Det Kongelige Teater och anställde ledande franska och italienske dansare och koreografer.
Vincenzo Galeotti, som var balettmästare från 1775 till sin död 1816 anses som sällskapets verkliga skapare. Han gjorde bland annat koreografin till Amors og Balletmesterens Luner som framförs än i dag. Den skapades år 1786 och är den äldsta balett i världen som fortfarande framförs med den ursprungliga koreografin.
Under 1800-talet präglades Den Konglige Ballet i hög grad av balettchefen August Bournonville som också utvecklade bournonville-skolan utifrån den franska balettraditionen.

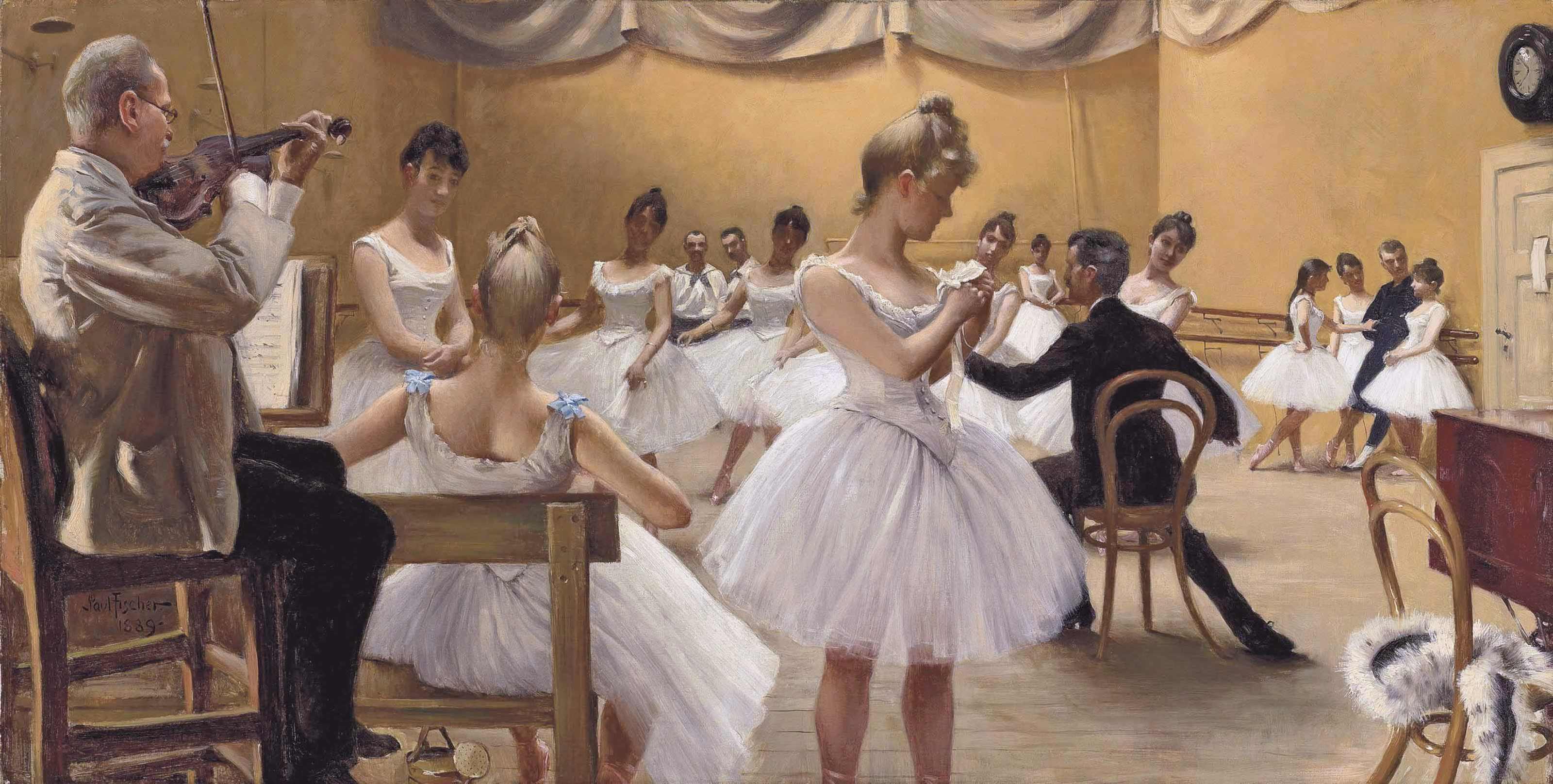
Den Kongelige Balletskole med ballerina Charlotte Weihe i centrum, målad av Paul Gustave Fischer, 1889.

Den Kongelige Balletskole grundades år 1771 av den franska hovdansmästaren Pierre Laurent för att utbilda inhemska balettdansare. En av de första var Anine Frølich som blev verksam i sällskapet 1773.